# KSAN (Hörfunksender)
KSAN („107.7 The Bone“) ein US-amerikanischer Hörfunksender aus San Francisco, Kalifornien. Die 1963 gegründete UKW-Station gehört heute Cumulus Media und strahlt ein Mainstream-Rock-Format für die San Francisco Metropolregion aus.

## Geschichte
Die UKW-Station nahm ihren Betrieb am auf der Frequenz 107,7 MHz unter dem Rufzeichen KUFY auf. Das Rufzeichen KSAN wurde erstmals für die Frequenz 94,9 MHz ab 21. Mai 1968 genutzt, auf der zunächst ein Spartenprogramm mit Schwerpunkt auf dem Airplay für LP-orientierte Rockmusik gesendet wurde. Die Idee hierzu kam von dem damals bekannten Radio-DJ „Big Daddy“ Tom Donahue, der an jenem Datum bei KSAN begonnen hatte. Donahue war ausgesprochener Gegner des üblichen „Top40 Radio-Formats“, bei dem die Billboard-Hitparade gespielt wurde, wie er dem Musikmagazin Rolling Stone im November 1967 erläuterte. Für ihn hatte das „Top40 Radio“ den Rock & Roll zu einer aufsteigenden Industrie werden lassen und die Radiostationen mit Jingles vollgestopft.
Donahue machte mit seinem eigenen Programmformat KSAN zu einem stilbildenden Rockmusik-Sender, der die Programmformate amerikanischer und weltweiter Radiostationen beeinflusste. Ein berühmtes Interview mit Frank Zappa vom 11. Oktober 1968 prägte das Image des Senders zusätzlich. Donahues Bekanntheit wuchs und er machte KSAN zum führenden Sender in diesem Teil Kaliforniens. Seine kritischen Nachrichtenkommentare über den Vietnamkrieg oder die Nixon-Administration vergrößerten seinen Bekanntheitsgrad und damit den von KSAN. Ab April 1969 wurde Willis Duff neuer General Manager, dem zufolge KSAN wöchentlich etwa 60 LPs erhielt, von denen lediglich 10–15 ins Senderarchiv genommen wurden. Duff musste kurzfristig seinen Vorgänger Varner Paulsen ersetzen. Legendär war auch das Donahue-Interview mit John Lennon am 21. September 1974, als dieser unter dem Pseudonym „Dr. Winston O’Boogie“ sein Album Walls and Bridges vorstellte. Donahue verstarb wenige Monate später am 28. April 1975. Unter seinem Nachfolger DJ Abe „Voco“ Kesh wurde KSAN zur „Hippie-Musik-Station“.

## Beeinflussung des Kaufverhaltens
Ein Beispiel verdeutlicht, wie insbesondere in den USA die Radiostationen das Kaufverhalten bei Tonträgern beeinflussen können. Im Februar 1969 erhielt KSAN eine LP der Edwin Hawkins Singers aus dem benachbarten Oakland mit dem Titel Let Us Go Into the House of the Lord (Pavilion PBS 10001) mit nur 8 Tracks, die lediglich für Spendenzwecke mit einer auf 1.000 Stück begrenzten Auflage entstanden war. Insbesondere Oh Happy Day erhielt bei KSAN durch DJ Abe „Voco“ Kesh ein intensives Airplay, so dass Plattenfirmen aufmerksam wurden. Nach Veröffentlichung im April 1969 entwickelte sich der Gospel-Song zum Millionenseller mit über einer Million verkaufter Singles innerhalb von nur 2 Wochen seit Veröffentlichung und über 7 Millionen Exemplaren weltweit und erhielt 1970 einen Grammy Award.

## Weitere Entwicklung
Am 19. Oktober 1969 berichtete Billboard, dass KSAN neben WNEW zum Marktführer beim Progressive Rock aufgestiegen war. Im Oktober 1972 wurde der inzwischen über San Francisco hinaus berühmt gewordene Radio-DJ Tom Donahue zum Senderchef (in Deutschland: Intendant) von KSAN berufen, starb aber bereits am 28. April 1975 an einem Herzinfarkt. Während der Entführung von Patty Hearst wurde KSAN am 3. April 1974 zur Ausstrahlung von Musikkassetten durch die Entführer benutzt. Der Sender machte sich einen Ruf als Underground-Radio.
Zwischen 1966 und 1982 gehörte der Sender dem Metromedia-Konzern, der US-weit einige Radiostationen besaß. Jetzt befindet er sich im Besitz der Susquehanna Radio Corporation, Atlanta. Am 15. November 1980 tauschte der Sender sein Rockformat durch ein Country-Musik-Format aus und behauptete seine Führung bei Radio-Ratings. Am 2. Juli 1997 um Mitternacht erhielt KSAN seine heutige Frequenz 107,7 MHz und spielte seitdem Classic Rock. Seit 2004 steht Mainstream Rock auf den Playlists des Senders. Der Sender KSAN mit dem Markennamen „The Bone“ kooperiert mit den San Francisco 49ers, deren Spiele übertragen werden.
Nicht zu verwechseln ist der Sender mit der auf Mittelwelle sendenden – mittlerweile eingestellten – Radiostation KSAN (AM), die Rhythm & Blues spielte und bei der Sylvester Stewart (Künstlername: Sly Stone) als DJ begonnen hatte.